# Домб'є (гміна Сецемін)
Домб'є (пол. Dąbie) — село в Польщі, у гміні Сецемін Влощовського повіту Свентокшиського воєводства.
Населення — 97 осіб (2011).
У 1975-1998 роках село належало до Ченстоховського воєводства.

## Демографія
Демографічна структура на день 31 березня 2011 року:
|          | Загалом | Допрацездатний вік | Працездатний вік | Постпрацездатний вік |
| -------- | ------- | ------------------ | ---------------- | -------------------- |
| Чоловіки | 44      | 11                 | 25               | 8                    |
| Жінки    | 53      | 9                  | 19               | 25                   |
| Разом    | 97      | 20                 | 44               | 33                   |